# Скуо Вали
Олимпик Вали (на английски: Olympic Valley, „Олимпийска долина“) е населено място в окръг Плейсър, щата Калифорния, на северозапад от езерото Тахо.
Поради това, че там се намира ски курортът Скуо Вали, населеното място е известно като Скуо Вали. В Скуо Вали са проведени Зимните олимпийски игри през 1960 г.
Съществува също и Скуо Вали в окръг Фресно, който понякога се бърка с това селище.